# Penitenciaría local de Punta Arenas
La Penitenciaría local de Punta Arenas es un monumento histórico localizado en la ciudad homónima, Región de Magallanes y de la Antártica Chilena, Chile. Su data de construcción se remonta al período comprendido entre 1898 y 1906 aproximadamente.
Pertenece al conjunto de monumentos nacionales de Chile desde el año 2009 en virtud del Decreto 409 del 28 de octubre del mismo año; se encuentra en la categoría «Monumentos Históricos».

## Historia

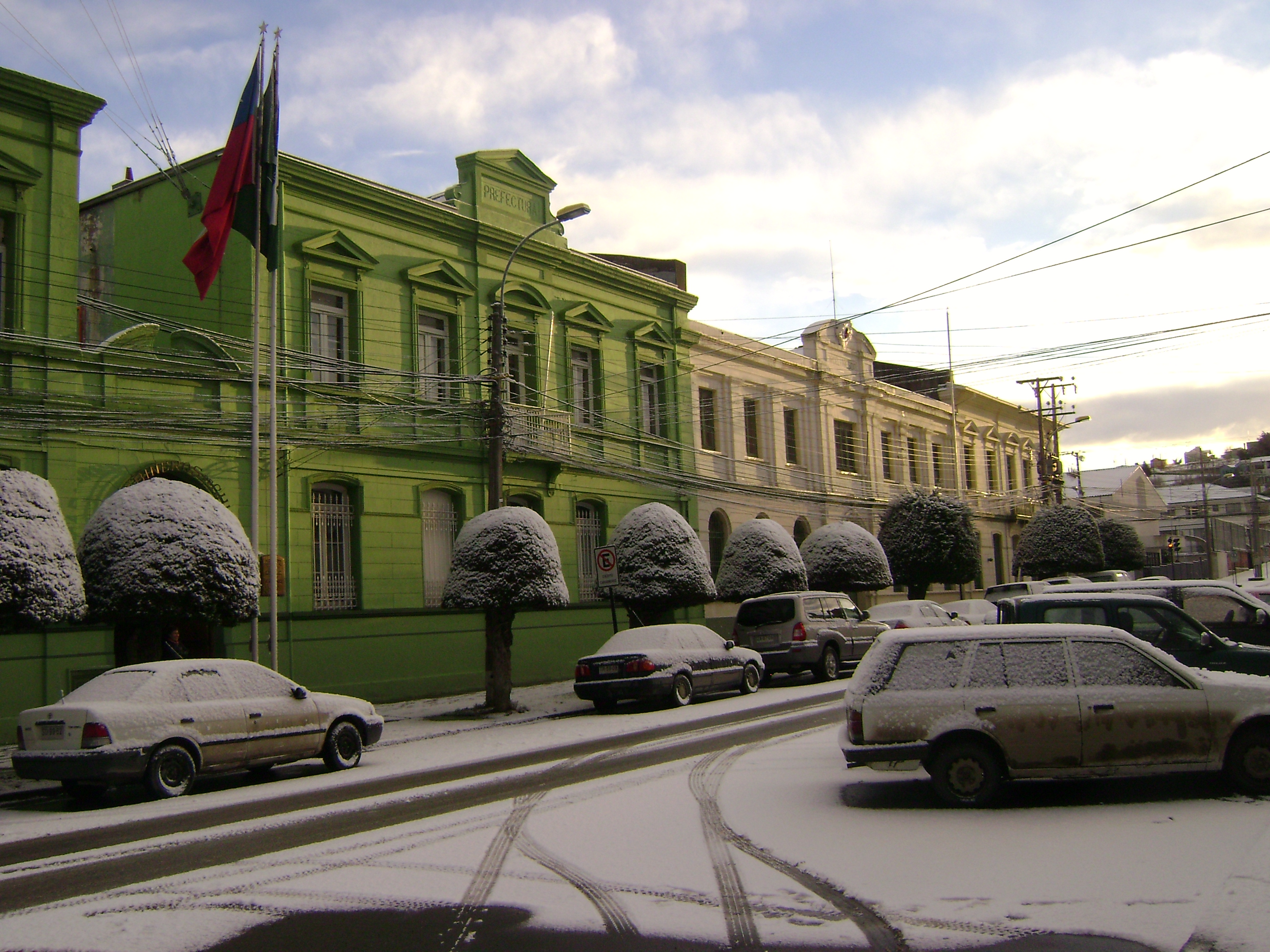
Antigua Comisaría y Penitenciaría de Punta Arenas.

La superficie protegida considera un polígono aproximado de 1737,56 m², con una construcción de 2789,06 m² destinada a servir de equipamiento fiscal con destino penitenciario o judicial; las fachadas son de estilo arquitectónico neoclásico, al igual que el edificio de la Dirección Regional de Gendarmería y la prefectura de Carabineros, que también se encuentran en la calle Waldo Seguel de la comuna de Punta Arenas. Estas tres edificaciones, constituyen un registro material del crecimiento de la ciudad en la primera mitad del siglo XX y la incipiente formación de un barrio cívico con el levantamiento de edificios institucionales.
La construcción se habría realizado en dos etapas: aproximadamente entre 1898 y 1906 se levantaron dos pisos con espacios para reos y servicios, mientras que desde 1904 se construyeron aquellos espacios en torno al frontis de la calle Waldo Seguel, entre los que se incluyó el término de la fachada y las dependencias para el alcaide y guardias.
En el año 2007 se inició un estudio destinado a determinar los potenciales usos del inmueble tras dejar de ser utilizado como recinto penitenciario. Al respecto, se remozó el espacio y, aunque no fue destinado a un Centro Cultural, sí se han realizado actividades culturales. 
En 2024, se anunció que en el inmueble se instalará la futura Biblioteca y Archivo Regional de Magallanes, que tendrá una superficie de 4.945 m² y que contemplará salas de exposiciones, auditorio y las dependencias de la biblioteca regional, además de oficinas administrativas, laboratorios y depósitos para el archivo regional.